# Lotus Europa (2006)
Pour les articles homonymes, voir Europa.
Pour le modèle des années 1960, voir Lotus Europa.
La Lotus Europa, deuxième du nom, est un modèle dérivé de la Lotus Elise S2 et de l'Opel Speedster Turbo, étudié pour une utilisation plus routière, avec plus de confort et de classe. Ce nom a précédemment été attribué à un autre coupé des années 1970, sous les formes Europe et Europa.
L'Europa S, lancée en 2006 utilise un moteur d'origine Opel de 2.0L turbocompressé délivrant 200 ch, associé à une boîte de vitesses manuelle à 6 rapports. Cette importante puissance permet à l'Europa S d'avoir des performances supérieur à la légère Elise malgré le poids de ses éléments de confort tel que la climatisation, l'abs et le double airbag.
En 2008 la gamme est complétée par une version SE avec l'adoption de nouvelles jantes et couleur carrosserie spécifique, ainsi que des étriers 4 pistons et disques avant en 308 mm. Un nouveau boîtier électronique (ÉCU) d'origine Lotus porte la puissance à 225 ch. Seulement 48 exemplaires seront fabriqués, ce qui en fait un futur collector.
L'ancienne Europa S devient simplement Europa, tout en voyant son tarif significativement diminué.
Fin 2008, à la suite de la décision du groupe Chrysler de montrer ses avancées dans le domaine du véhicule électrique, la Lotus Europa est choisie pour servir de base à la Dodge EV, un prototype qui lui emprunte châssis, carrosserie et intérieur, seul le groupe motopropulseur étant remplacé par un ensemble électrique.